# Wyparcie
Wyparcie lub represja (od łac. reprimere, odpierać, odpychać, tłumić) to jeden z mechanizmów obronnych osobowości znanych w psychologii.
Jest procesem nieświadomym polegającym na niedopuszczaniu do świadomości myśli, uczuć, wspomnień, impulsów, fantazji, pragnień itp., które przywołują bolesne skojarzenia lub w inny sposób zagrażają spójności osobowości danej jednostki (na przykład nasuwają pytania o moralność, wywołują poczucie winy itp.). Wyparcie zachodzi wtedy, gdy zaspokojenie popędu (związane z przyjemnością) może spowodować – z uwagi na inne wymogi – przykrość. Wyparte myśli istnieją nadal, jednakże nie są dostępne świadomości. Wyparcie nie jest procesem jednorazowym i wymaga ciągłego nakładu energii. Energia związana z wypartym impulsem zmienia się w inne psychiczne jakości, lęk. Jest to też motywowane zapominanie.
Przykład: Pracownik nie dopuszcza do siebie myśli o możliwości zwolnień grupowych, o których mówi się w firmie. Czuje się dzięki temu lepiej (zmniejszenie frustracji), ale będzie kompletnie nieprzygotowany, jeśli zwolnienia nastąpią (zniekształcenie rzeczywistości).
Wyparcie jest jednym z podstawowych pojęć psychoanalizy. Według Freuda dzieli się ono na dwa typy:
- Tzw. wyparcie pierwotne ma miejsce, kiedy pewne przeżycia lub emocje na bieżąco są niedopuszczane do świadomości. Takie zjawiska nigdy do niej nie docierają. Wyparcie pierwotne ma miejsce raz, w bardzo wczesnym etapie dzieciństwa, kiedy z nieświadomości wyodrębnia się świadomość.
- Tzw. wyparcie wtórne, albo następcze albo właściwe ma miejsce, kiedy zjawiska pojawiły się w świadomości, ale wtórnie zostały wypchnięte do nieświadomości.

Wyparte zjawiska pozostają w nieświadomości dzięki mechanizmowi zwanemu cenzurą, kontrolowanemu przez superego, czasem jednak pojawiają się niespodziewanie kiedy cenzura słabnie (np. pod wpływem alkoholu, osłabienia ego, choroby, we śnie itp.), mogą też być przyczyną nerwic.
Jednym z kierunków psychoanalizy jest więc wydobywanie wypartych wspomnień wydarzeń na powierzchnię świadomości, co ma leczyć nerwice. Do tego celu służy szereg metod, m.in.:
- interpretacja snów
- analiza czynności pomyłkowych
- wolne skojarzenia
- hipnoza

Metody te bywają jednak zawodne. Znany jest na przykład przypadek pacjentki, u której pod hipnozą odsłonięto wspomnienie gwałtu dokonanego na niej w dzieciństwie przez ojca, podczas gdy później okazało się, że jest wciąż dziewicą (zobacz też: fałszywe wspomnienie). Również w przypadku odsłonięcia naprawdę wypartego wspomnienia nerwica wcale niekoniecznie ustępuje, choć świadomość jej przyczyn może pomóc w dalszym leczeniu.